# Čierna
Čierna este o comună slovacă, aflată în districtul Trebišov din regiunea Košice. Localitatea se află la altitudinea de 100 m deasupra n.m., se întinde pe o suprafață de 4,244 km2 și în 2017 număra 462 de locuitori. Se învecinează cu Boťany, Ptrukša, Solomonovo și Čierna nad Tisou.

## Istoric
Localitatea Čierna este atestată documentar din 1214.

## Demografie
| An:                | 1994 | 2004   | 2014    | 2024    |
| ------------------ | ---- | ------ | ------- | ------- |
| Număr de persoane: | 437  | 416    | 467     | 420     |
| Diferență:         |      | −4,80% | +12,25% | −10,06% |

| An:                | 2023 | 2024 |
| ------------------ | ---- | ---- |
| Număr de persoane: | 420  | 420  |
| Diferență:         |      | +0%  |